# 大世
大世（だいせ）は、隋末に自立した劉迦論が立てた私年号。614年。

## 西暦・干支との対照表
| 大世 | 元年  |
| 西暦 | 614年 |
| 干支 | 甲戌  |